# Санський Мост (громада)
Санський Мост (хорв. općina Sanski Most, босн. opština Sanski Most, серб. општина Сански Мост) — боснійська громада, розташована в Унсько-Санському кантоні Федерації Боснії і Герцеговини. Адміністративним центром є місто Санський Мост.
| Боснія і Герцеговина | Це незавершена стаття з географії Боснії і Герцеговини. Ви можете допомогти проєкту, виправивши або дописавши її. |